# يوم كشمير
يوم التضامن مع كشمير أو يوم كشمير، هو عطلة وطنية في باكستان، كما يحتفل به الانفصاليون الكشميريون في 5 فبراير من كل عام. وهو احتفال بدعم باكستان ووحدتها مع شعب كشمير التي تسيطر عليها الهند، وجهود الانفصاليين للانفصال عن الهند، ولتكريم الكشميريين الذين لقوا حتفهم في الصراع. وتقام مسيرات تضامنية في آزاد كشمير الخاضعة للإدارة الباكستانية وبعض أعضاء قبيلة ميربوري في الشتات.
تم اقتراح يوم كشمير لأول مرة من قبل قاضي حسين أحمد من الجماعة الإسلامية في باكستان عام 1990. وفي عام 1991 دعا رئيس الوزراء الباكستاني آنذاك نواز شريف إلى «إضراب يوم التضامن مع كشمير». وعندما وصل نواز شريف إلى السلطة، زادت فاعليات يوم التضامن مع كشمير صخبًا. بينما أصبح يوم التضامن مع كشمير الحالي عطلة رسمية في عهد وزير شؤون كشمير والمناطق الشمالية الباكستاني عام 2004.